# Тризны
Тризны (пол. Tryzna) — дворянский род, из казацкой старшины Гетманщины. Этот род был ветвью шляхетского рода Трызна из Белой Руси, известного ещё с начала XV века.
Потомство Фомы Тризны, Лубенского полкового писаря (1672).
- Иосиф Тризна (†1656) — православный деятель Речи Посполитой, архимандрит Киево-Печерской лавры.

Трызна — шляхетский род Великого княжества Литовского, герба Гоздава. Происходил из православных бояр Брянщины. В XVII веке представители этого рода занимали наивысшие придворные должности в Великом княжестве Литовском. Основные их родовые имения находились в Белой Руси.
Григорий Трызна († 1571), сын Иосифа Трызны, был каштеляном подляским (1566—1569) и смоленским (1569—1571), сын его Пётр († 1633), воевода перновский (1628—1633) и староста бобруйский, перешёл из православной веры в католицизм и учредил в Бобруйске иезуитскую коллегию. Второй его сын Григорий был маршалком слонимским и волковыйским. Его сын Павел Пётр Трызна († 1639) был обозным (1633—1638) и подстолием (1638—1639) Великого княжества Литовского, братья его Николай († 1640), великий кухмистр (1623—1635) и великий подскарбий (1635—1640) литовский и Гедеон Михаил († 1652) — великий подстолий (1631), стольник (1631—1638), крайчий (1638—1642), подчаший (1642—1644) и подскарбий (1644—1652) литовский, а младший брат их Марциян († 1643), епископ-коадъютор виленский, — литовским подканцлером (1641—1643). Сын Николая — Теофил († 1645) был воеводой брест-литовским (1641—1645). Род Трызна внесён в I часть родословной книги Минской губ.

## Описание герба
Щит четверочастный со щитком, в котором всадник; в 1 красном, поле серебряная двойная лилия; во 2 серебряном, опрокинутый меч, сопровождаемый с боков по два полумесяца, с противопоставленными рогами; в 3 красном, три золотые копья (стрелы) в звезду, из них среднее опрокинутое; в 4 голубом, серебряная опрокинутая подкова, увенчанная золотым кавлерским крестом.
Щит увенчан дворянскими шлемом и короной. Нашлемник: пять павлиньих перьев. Намёт на щите красный, подложенный серебром.